# Trimulyo (Guntur)
Trimulyo is een bestuurslaag in het regentschap Demak van de provincie Midden-Java, Indonesië. Trimulyo telt 3386 inwoners (volkstelling 2010).